# ФЭД-3
ФЭД-3 — малоформатный дальномерный фотоаппарат со сменными объективами, выпускавшийся Харьковским производственным машиностроительным объединением «ФЭД» с 1961 по 1980 год. От предыдущей модели «ФЭД-2» отличается механизмом замедления затвора и наличием длинных выдержек, в связи с чем укорочена номинальная база дальномера. Всего выпущено 2 086 825 штук.

## Технические особенности
Фотоаппарат с матерчатым фокальным затвором собран в литом алюминиевом корпусе со съёмной задней стенкой. Плёнка заряжается в латунных (позднее цинковых) шторных кассетах «ФЭД» с раскрывающейся щелью. Кроме того, с камерой совместимы стандартные кассеты тип-135. 

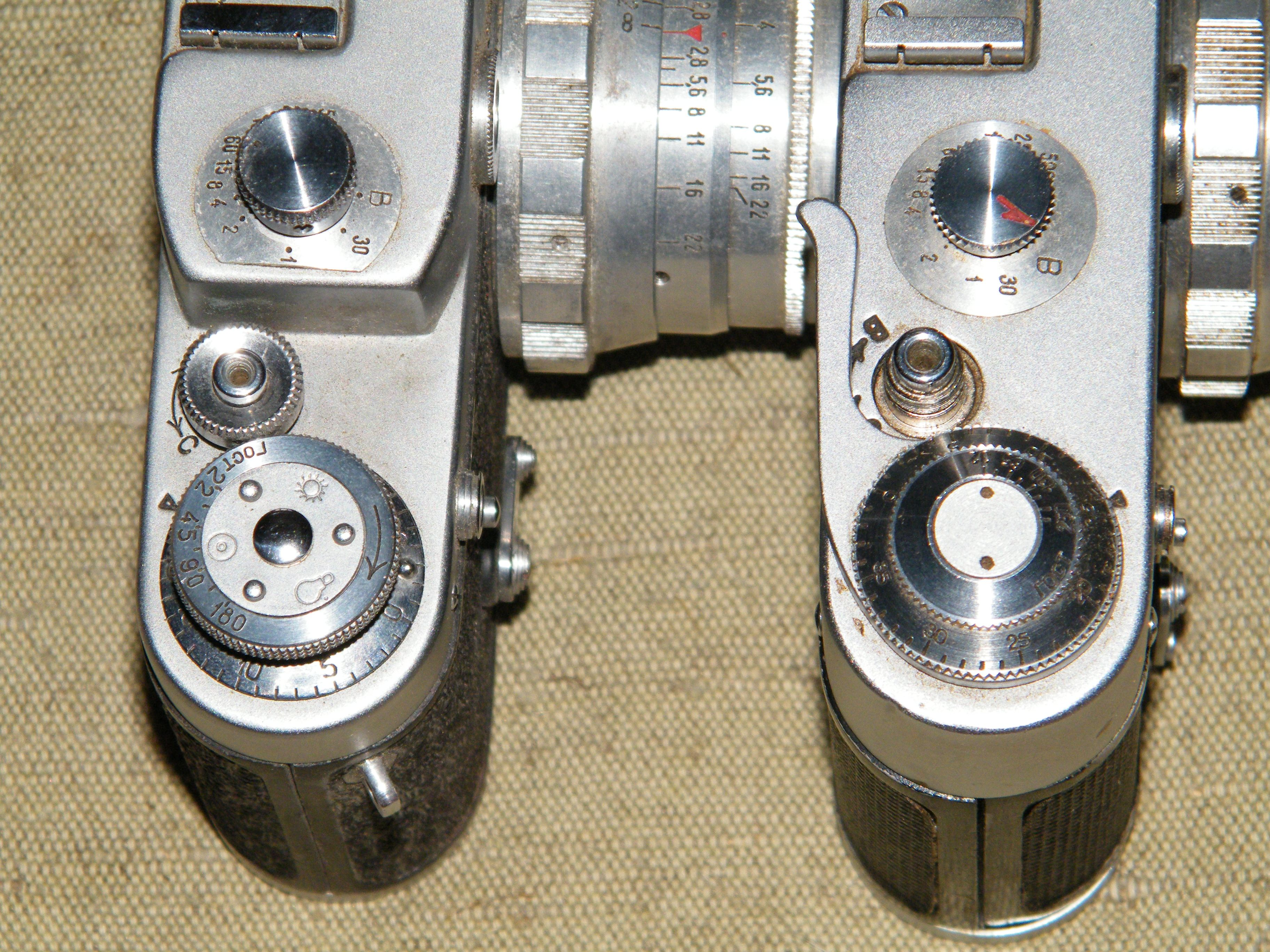
Бескурковый и курковый варианты «ФЭД-3»

До 1963 года «ФЭД-3» выпускался только в варианте с цилиндрической головкой взвода затвора, аналогичной предыдущему «ФЭД-2». Такие фотоаппараты легко отличить по ступенчатой форме верхнего щитка. После 1963 года начался выпуск этой же модели с курковым взводом и одноуровневой крышкой. В 1965 году выпуск бескуркового варианта прекращён. С 1970 года введен механизм блокировки неполного взвода затвора.
Встречаются несколько вариантов внешнего оформления. Видоискатель с диоптрийной поправкой +/- 2 диоптрии. База дальномера уменьшена до 41 мм из-за необходимости размещения механизма задержки затвора. Штатный объектив — «Индустар-26М» 2,8/50 или «Индустар-61» 2,8/52. С 1977 года фотоаппарат начали комплектовать новейшим объективом «Индустар-61Л/Д», в конструкции которого использованы стёкла из сверхтяжёлого крона с добавлением редкоземельного лантана. В таком виде камера получила название «ФЭД-3Л».
С 1964 по 1980 год под названием «ФЭД-4» выпускались как бескурковый, так и курковый варианты «ФЭД-3» со встроенным селеновым экспонометром. Из-за экспонометра высота фотоаппарата увеличилась за счёт верхнего щитка изменённой формы. Ещё одно отличие модели — редукторная рукоятка обратной перемотки плёнки. «ФЭД-3» также послужил основой для камеры «ФЭД-5В», выпуск которой продолжался до середины 1990-х годов.
В экспортном варианте «ФЭД-3» комплектовали светосильным объективом «Юпитер-8» 2,0/50 производства КМЗ и поставляли в торговую сеть Foto-Quelle под названием Revue-3. В 1969—1970 годах в малом количестве выпускался фотоаппарат «ФЭД-2» четвёртого выпуска в корпусе третьей «курковой» модели без механизма задержки.